# ツアー・オブ・ジ・アルプス
ツアー・オブ・ジ・アルプス (英語: Tour of the Alps) はイタリア・トレンティーノ＝アルト・アディジェ州を舞台にして4月中旬～下旬に行われる自転車プロロードレースのステージレース。2016年まではジロ・デル・トレンティーノ (伊: Giro del Trentino) というレース名であった。

## 概要
1962年に創設。1964年から1978年は開催されていなかったが、1979年以降は毎年開催されている。UCIヨーロッパツアーの2.1カテゴリーを経て、2011年シーズンより2.HC、2020年よりUCIプロシリーズ。
全4ステージと規模は小さいものの、山岳コースの占める割合が高く、直後に行われるジロ・デ・イタリアへ向けた調整目的で出場する選手も多い。フランチェスコ・モゼールやジルベルト・シモーニ、ダミアーノ・クネゴなどこのレースを制した選手が直後、あるいは後にジロ・デ・イタリアも制した例も多い。
近年は隣国のオーストリア領内にスタート・ゴール地点が設定されることもある。

## 歴代優勝者
| 年        | 優勝者                         | 国           |
| --------- | ------------------------------ | ------------ |
| 1962      | エンツォ・モゼール             | イタリア     |
| 1963      | ギド・デロッソ                 | イタリア     |
| 1964-1978 | 中止                           |              |
| 1979      | ヌット・ヌードセン             | ノルウェー   |
| 1980      | フランチェスコ・モゼール       | イタリア     |
| 1981      | ロベルト・ヴィセンティーニ     | イタリア     |
| 1982      | ジュゼッペ・サローニ           | イタリア     |
| 1983      | フランチェスコ・モゼール       | イタリア     |
| 1984      | フランコ・キオッチョーリ       | イタリア     |
| 1985      | ハラルド・マイヤー             | オーストリア |
| 1986      | カレラ                         | イタリア     |
| 1987      | クラウディオ・コルティ         | イタリア     |
| 1988      | ウース・ツィンマーマン         | スイス       |
| 1989      | マウロ・サンタロミータ         | イタリア     |
| 1990      | ジャンニ・ブーニョ             | イタリア     |
| 1991      | レオナルド・シエラ             | ベネズエラ   |
| 1992      | クラウディオ・キアプッチ       | イタリア     |
| 1993      | マウリツィオ・フォンドリエスト | イタリア     |
| 1994      | モレノ・アルゼンティン         | イタリア     |

| 年   | 優勝者                         | 国           |
| ---- | ------------------------------ | ------------ |
| 1995 | ハインツ・インボーデン         | スイス       |
| 1996 | ウラディミール・ベッリ         | イタリア     |
| 1997 | リュク・ルブラン               | フランス     |
| 1998 | パオロ・サヴォルデッリ         | イタリア     |
| 1999 | パオロ・サヴォルデッリ         | イタリア     |
| 2000 | シモーネ・ボルゲーレジ         | イタリア     |
| 2001 | フランチェスコ・カーザグランデ | イタリア     |
| 2002 | フランチェスコ・カーザグランデ | イタリア     |
| 2003 | ジルベルト・シモーニ           | イタリア     |
| 2004 | ダミアーノ・クネゴ             | イタリア     |
| 2005 | フリオ・ペレス・クアピオ       | メキシコ     |
| 2006 | ダミアーノ・クネゴ             | イタリア     |
| 2007 | ダミアーノ・クネゴ             | イタリア     |
| 2008 | ヴィンチェンツォ・ニバリ       | イタリア     |
| 2009 | イヴァン・バッソ               | イタリア     |
| 2010 | アレクサンドル・ヴィノクロフ   | カザフスタン |
| 2011 | ミケーレ・スカルポーニ         | イタリア     |
| 2012 | ドメニコ・ポッツォヴィーヴォ   | イタリア     |
| 2013 | ヴィンチェンツォ・ニバリ       | イタリア     |

| 年   | 優勝者                                                     | 国                                                         |
| ---- | ---------------------------------------------------------- | ---------------------------------------------------------- |
| 2014 | カデル・エヴァンス                                         | オーストラリア                                             |
| 2015 | リッチー・ポート                                           | オーストラリア                                             |
| 2016 | ミケル・ランダ                                             | スペイン                                                   |
| 2017 | ゲラント・トーマス                                         | イギリス                                                   |
| 2018 | ティボー・ピノ                                             | フランス                                                   |
| 2019 | パヴェル・シヴァコフ                                       | ロシア                                                     |
| 2020 | 新型コロナウイルス感染症の世界的流行 (2019年-)により未開催 | 新型コロナウイルス感染症の世界的流行 (2019年-)により未開催 |
| 2021 | サイモン・イェイツ                                         | イギリス                                                   |
| 2022 | ロマン・バルデ                                             | フランス                                                   |
| 2023 | テイオ・ゲイガンハート                                     | イギリス                                                   |
| 2024 | フアン・ペドロ・ロペス                                     | スペイン                                                   |
| 2025 | マイケル・ストーラー                                       | オーストラリア                                             |